# 独焰草属
布氏独焰草（学名：Sauvallea blainii），是古巴特有的一种草本植物，也是独焰草属（学名：Sauvallea）的单型种。其模式标本采集于古巴圣克里斯托瓦尔，并于1871年被美国植物学家查尔斯·赖特首次描述。

## 保育现状
它们在2005年的《古巴维管植物红色名录》（Red List of Cuban vascular plants）中被列为灭绝， 但在2010年的《比那尔德里奥省维管植物红色名录》中它们被列为极度濒危。
相信它们因人类活动导致的栖息地破坏而濒危或是灭绝。